# هيكتور روسيتو
هيكتور ديسيو روسيتو (8 سبتمبر 1922 - 23 يناير 2009 ) ولد في باهيا بلانكا، الأرجنتين وتوفي في بوينس آيرس كان لاعب شطرنج أرجنتيني.

## مسيرته في الشطرنج
حصل على لقب أستاذ دولي في عام 1950 ولقب أستاذ كبير عام 1960.
كان بطلًا للأرجنتين خمس مرات (1942، 1944، 1947، 1962، و1972). فاز روسيتو ببطولة مار ديل بلاتا للشطرنج عام 1949 ومرة أخرى عام 1952 بالمشاركة مع خوليو بولبوشان. كما فاز في مار ديل بلاتا (كيم) عام 1962. في عام 1964، تأهل للبطولة بين المناطق في أمستردام.
كان مديرًا لأولمبياد الشطرنج عام 1978 في بوينس آيرس. كان لاعباً من العصر الذهبي للشطرنج في الأرجنتين، بقيادة ميغيل ناجدورف، مع إريك إليسكاسيس، وهيرمان بيلنيك، وكارلوس جيمارد، وخوليو بولبوشان، والشاب أوسكار بانو.

## روابط خارجية
- Héctor Rossetto على موقع مباريات الشطرنج (الإنجليزية)
- Héctor Rossetto على موقع 365Chess.com (الإنجليزية)
- Héctor Rossetto على موقع Chesstempo.com (الإنجليزية)
- Héctor Rossetto سجل أولمبياد الشطرنج على موقع OlimpBase.org (الإنجليزية)